# Joaquín Furriel
Alejandro Joaquín Furriel, més conegut com a Joaquín Furriel, (Lomas de Zamora, 26 d'agost de 1974) és un actor de cinema, teatre i televisió argentí.

## Biografia
Furriel va néixer el 26 d'agost de 1974, a la ciutat de Lomas de Zamora, província de Buenos Aires, Argentina. No obstant això, la major part de la seva infància i joventut va transcórrer a la localitat d'Adrogué, també a la Zona Sud del Gran Buenos Aires. Als tretze anys d'edat, va tenir el seu primer contacte amb el teatre a través d'un taller existent en el seu col·legi i a partir d'aquest moment es va unir a la Comedia de Almirante Brown. Anys més tard, va estudiar en el Conservatori d'Art Dramàtic i això li va permetre participar en festivals internacionals.

## Carrera
En 1994 va experimentar la seva primera participació com a estudiant en l'elenc d'estudiants de l' E.N.A.D, La historia de Juan Moreira, d'Eduardo Gutiérrez, Sobre crimen y castigo, de Fiódor Dostoievski, versions en mimoteatre de Roberto Escobar i Igón Lerchundi, va recórrer diversos Festivals internacionals per Brasil, França, Espanya i Geòrgia a més de fer una gira nacional. Les obres van ser premiades en festivals internacionals. L'any 1998, un any després de diplomar del Conservatori Nacional d'Art Dramàtic va representar l'obra Tenesy de Jorge Leyes dirigida per Daniel Marcove en el Teatre Cervantes, li va seguir El Puente de Gorostiza i Locos de verano de Gregorio de Laferrère, totes elles dirigides per Daniel Marcove al Teatro Cervantes i al Teatro Alvear. Va començar actuant en vuit capítols de la telenovel·la juvenil Montaña rusa, otra vuelta el 1996, després a La nocturna (1997), Calientes (2000), i va interpretar Joaquín López Echagüe en la reeixida sèrie juvenil Verano del 98 (2000). Continuà actuant a les ficcions El sodero de mi vida (2001), 099 Central (2002) i Soy gitano (2003). El 2004 obté el seu primer paper protagonista a la telenovel·la Jesús, el heredero, amb Malena Solda. En cinema va obtenir un paper a la pel·lícula El cóndor de oro i a 1420, la aventura de educar (2004) va narrar un documental. En 2005 va protagonitzar l'obra teatral titulada La malasangre, història d'amor que es desenvolupa durant el període de govern de Juan Manuel de Rosas, i on va compartir escenari amb artistes de la talla de Carolina Fal, Lorenzo Quinteros i Catalina Speroni. I en televisió va coprotagonitzar l'unitari Ambiciones, al costat de Celeste Cid. El 2006 va interpretar al vilà de la telenovel·la Montecristo, un melodrama transmès per Telefe que va tenir una alta audiència. En teatre va protagonitzar amb Paola Krum Sueño de una noche de verano, de William Shakespeare. El 2008, Furriel va ser el protagonista de la telenovel·la Don Juan y su bella dama, amb Romina Gaetani, a les tardes de Telefe. El 2010 va protagonitzar la telenovel·la Caín y Abel amb Fabián Vena i Julieta Cardinali. En teatre va actuar a El rey Lear amb Alfredo Alcón, i després a La vida es sueño, de Calderón de la Barca. i després al costat de Rodrigo de la Serna protagonitza Lluvia constante. Despés d'haver donat vida a Segismundo a La vida es sueño, representada al Teatro San Martín, el juliol de 2013 va preparar la seva composició com carnisser, ocupació que en un primer moment pensaven assignar al seu personatge de Sres. Papis, i que finalment quedaria definit com un polit advocat. En 2012, Joaquín Furriel va participar de la telenovel·la emesa en Canal 13 Sos mi hombre amb Luciano Castro i Celeste Cid. El 2013 estrena en cinema Un paraíso para los malditos, que va ser el darrer treball d'Alejandro Urdapilleta. També un dels protagonistes de Sres. Papis amb Luciano Castro, Peto Menahem i Luciano Cáceres emesa per Telefe. El 2014 estrena en cinema El patrón: radiografía de un crimen i en televisió protagonitza la sèrie de Juan José Campanella Entre caníbales interpretant a un intendent amb aspiracions presidencials.

## Vida personal
Cap a 2005 va començar un festeig amb l'actriu Paola Krum, qui va ser la protagonista femenina de la telenovel·la Montecristo i a la qual va conèixer durant la seva participació en l'obra teatral Somni d'una nit d'estiu. El 9 de febrer de 2008 van tenir una filla, Eloísa. Després de sis anys de relació, van anunciar la seva separació en 2011.

## Filmografia

### Televisió
| Any           | Títol                       | Personatge                   | Canal      |
| ------------- | --------------------------- | ---------------------------- | ---------- |
| 1996          | Montaña rusa, otra vuelta   | Judy Nail                    | Canal 13   |
| 1998          | La nocturna                 | Armando Esteban              | Canal 13   |
| 1999-2000     | Calientes                   | Bruno                        | Canal 13   |
| 2000          | Verano del 98'              | Joaquín López Echagüe        | Telefe     |
| 2001          | El sodero de mi vida        | Daniel "Danny"               | Canal 13   |
| 2002          | 099 Central                 | Lucas Morales                | Canal 13   |
| 2002          | Final de juego              | Germán Torres                | Canal 13   |
| 2003          | Soy gitano                  | Rafael "El niño" Amaya       | Canal 13   |
| 2004          | Jesús, el heredero          | Jesús Reyes Sánchez Alé      | Canal 13   |
| 2005          | Ambiciones                  | Johnny Estrada               | Telefe     |
| 2006          | Montecristo                 | Marcos Lombardo              | Telefe     |
| 2008-2009     | Don Juan y su bella dama    | Juan Cané                    | Telefe     |
| 2010          | Caín y Abel                 | Agustín Vedia                | Telefe     |
| 2011          | Historias de la primera vez | Agustín                      | América TV |
| 2011          | Residentes                  | Conductor                    | Canal 13   |
| 2012-2013     | Sos mi hombre               | Ariel Yamil "Turco" Nasif    | Canal 13   |
| 2014          | Señores papis               | Ignacio Moreno               | Telefe     |
| 2015          | Entre caníbales             | Rafael Valmora               | Telefe     |
| 2017-presente | El jardín de bronce         | Fabián Danubio               | HBO        |
| 2021          | El reino                    | Rubén Osorio                 | Netflix    |
| 2023          | Robo mundial                | Luciano "Lucho" Buenaventura | Star+      |

### Cinema
| Any  | Títol                               | Personatge          | País              |
| ---- | ----------------------------------- | ------------------- | ----------------- |
| 2005 | 1420, la aventura de educar         | Narrador            | Argentina         |
| 2010 | Ni dios, ni patrón, ni marido       | Federico            | Argentina         |
| 2011 | Verano maldito                      | Federico            | Argentina Itàlia  |
| 2013 | Un paraíso para los malditos        | Marcial             | Argentina         |
| 2014 | El patrón: radiografía de un crimen | Hermógenes Saldívar | Argentina         |
| 2016 | Cien años de perdón                 | "El loco"           | Espanya Argentina |
| 2016 | El faro de las orcas                | Beto Bubas          | Argentina Espanya |
| 2018 | Las grietas de Jara                 | Pablo Simó          | Argentina Espanya |
| 2018 | La Quietud                          | Esteban             | Argentina         |
| 2018 | El árbol de la sangre               | Olmo Mendoza        | Espanya Argentina |
| 2019 | Taxi a Gibraltar                    | Diego Manfredi      | Espanya Argentina |
| 2019 | El hijo                             | Lorenzo Roy         | Argentina         |
| 2019 | Enterrados                          | Diego               | Espanya           |
| 2020 | La corazonada                       | Francisco Juánez    | Argentina         |
| 2020 | El año de la furia                  | Leonardo            | Espanya Uruguai   |

## Teatre
| Any       | Obra                            | Director                         | Lloc                                         |
| --------- | ------------------------------- | -------------------------------- | -------------------------------------------- |
| 1994-1997 | Juan Moreira/ Crimen y castigo  | Igon Lerchumdi / Roberto Escobar | Argentina, Brasil, França, Espanya i Geòrgia |
| 1998      | Tenesy                          | Daniel Marcove                   | Teatro Nacional Cervantes                    |
| 1998      | El puente                       | Daniel Marcove                   | Teatro Nacional Cervantes                    |
| 1999      | Locos de verano                 | Daniel Marcove                   | Teatro Nacional Cervantes                    |
| 2004      | Don Chicho                      | Leonor Manso                     | Teatro Nacional Cervantes                    |
| 2005      | El sueño de una noche de verano | Alicia Zanca                     | Teatro Municipal General San Martín          |
| 2005      | La mala sangre                  | Laura Yusem                      | Teatro Regina I Gira nacional                |
| 2008      | Un guapo del 900                | Eva Halac                        | Giras                                        |
| 2009      | El reñidero                     | Eva Halac                        | Teatro Regio                                 |
| 2009-2010 | El rey Lear                     | Rubén Szuchmacher                | Teatro Apolo                                 |
| 2010-2011 | La vida es sueño                | Calixto Bieito                   | Teatro Municipal General San Martín          |
| 2011-2012 | Lluvia constante                | Javier Daulte                    | Teatro La Plaza                              |
| 2013      | Final de partida                | Alfredo Alcón                    | Teatro Municipal General San Martín          |
| 2019      | Hamlet                          | Rubén Szuchmacher                | Teatro Municipal General San Martín          |

## Premis i nominacions
| Any  | Premis                                         | Categoria                                                              | Programa                            | Resultat  |
| ---- | ---------------------------------------------- | ---------------------------------------------------------------------- | ----------------------------------- | --------- |
| 2003 | Premis Clarín                                  | Revelació masculina en teatre                                          | Don Chicho                          | Guanyador |
| 2003 | Premis María Guerrero                          | Revelació masculina en teatre                                          | Don Chicho                          | Guanyador |
| 2003 | Premis Florencio Sánchez                       | Revelació masculina en teatre                                          | Don Chicho                          | Guanyador |
| 2004 | Premis Martín Fierro                           | Millor actor de repartiment en novel·la i/o comèdia                    | Soy gitano                          | Nominat   |
| 2007 | Premis Martín Fierro                           | Millor actor protagonista de novel·la                                  | Montecristo                         | Nominat   |
| 2009 | Premis Martín Fierro                           | Millor actor protagonista de novel·la                                  | Don Juan y su bella dama            | Nominat   |
| 2010 | Premis Martín Fierro                           | Millor actor protagonista de novel·la                                  | Don Juan y su bella dama            | Nominat   |
| 2011 | Premis Martín Fierro                           | Millor actor protagonista de novel·la                                  | Caín y Abel                         | Nominat   |
| 2011 | Premis ACE                                     | Millor actor protagonista en drama                                     | La vida es sueño                    | Guanyador |
| 2011 | Premis María Guerrero                          | Millor actor protagonista en drama                                     | La vida es sueño                    | Guanyador |
| 2011 | Premis Florencio Sánchez                       | Millor actor protagonista en drama                                     | La vida es sueño                    | Guanyador |
| 2013 | Premis Martín Fierro                           | Millor actor de repartiment                                            | Sos mi hombre                       | Nominat   |
| 2013 | Premis ACE                                     | Millor actor protagonista en drama                                     | Lluvia constante                    | Nominat   |
| 2015 | Premis Martín Fierro                           | Millor actor protagonista de novel·la                                  | Señores papis                       | Nominat   |
| 2015 | Festival Internacional de Cinema a Guadalajara | Millor actor protagonista                                              | El patrón: radiografía de un crimen | Guanyador |
| 2015 | Festival de Cinema Iberoamericà de Huelva      | Millor actor protagonista                                              | El patrón: radiografía de un crimen | Guanyador |
| 2015 | Premis Sur                                     | Millor actor protagonista                                              | El patrón: radiografía de un crimen | Guanyador |
| 2016 | Premis Martín Fierro                           | Millor actor protagonista de novel·la                                  | Entre caníbales                     | Guanyador |
| 2016 | Premis Cóndor de Plata                         | Millor actor protagonista                                              | El patrón: radiografía de un crimen | Guanyador |
| 2019 | ACE                                            | Actor protagonista drama i/o comèdia dramàtica                         | Hamlet                              | Nominat   |
| 2021 | Premis Konex                                   | Millor actor de cinema                                                 | Período 2011-2020                   | Guanyador |
| 2021 | IX edició dels Premis Platino                  | Millor interpretació masculina de repartiment en minisèrie o telesèrie | 'El reino                           | Guanyador |